# Giải Oscar lần thứ 78
Giải Oscar lần thứ 78 vinh danh những phim xuất sắc nhất trong năm 2005, được diễn ra vào ngày 5 tháng 3 năm 2006 tại nhà hát Kodak, Hollywood. Lễ trao giải diễn ra với người dẫn chương trình Jon Stewart cùng với Tom Kane lần đầu tham gia lễ trao giải. Đem trao giải diễn ra muộn hơn so với thường niên do sự kiện Thế vận hội Mùa đông 2006 tại Turin, Ý.
Giải Oscar lần thứ 78 được chú ý vì nội dung các tác phẩm được đề cử tập trung vào nhiều vấn đề chính trị và xã hội gây tranh cãi, ví dụ như phân biệt chủng tộc (Crash), đồng tính (Brokeback Mountain, Capote), chuyển giới (Transamerica), chủ nghĩa McCarthy (Good Night, and Good Luck), khủng bố, ám sát, vấn đề chính trị liên quan đến dầu lửa (Munich, Syriana).
Giải Oscar 2005 đem đến nhiều sự thất vọng. Phim Brokeback Mountain là đối thủ lớn và được kỳ vọng nhiều nhất cho giải thưởng Giải Oscar cho phim hay nhất nhưng kết quả này đã rơi vào Crash, dù Brokeback Mountain giành được những giải phim hay nhất ở những giải uy tín trước Oscar. Những bộ phim dành nhiều giải thưởng gồm có Brokeback Mountain, Crash, Hồi ức của một geisha và King Kong; mỗi phim giành được 3 giải thưởng. Ngoài ra cũng có một số sự tranh cãi xung quanh sự đề cử cho giải phim nước ngoài hay nhất của phim Paradise Now.

## Giải thưởng

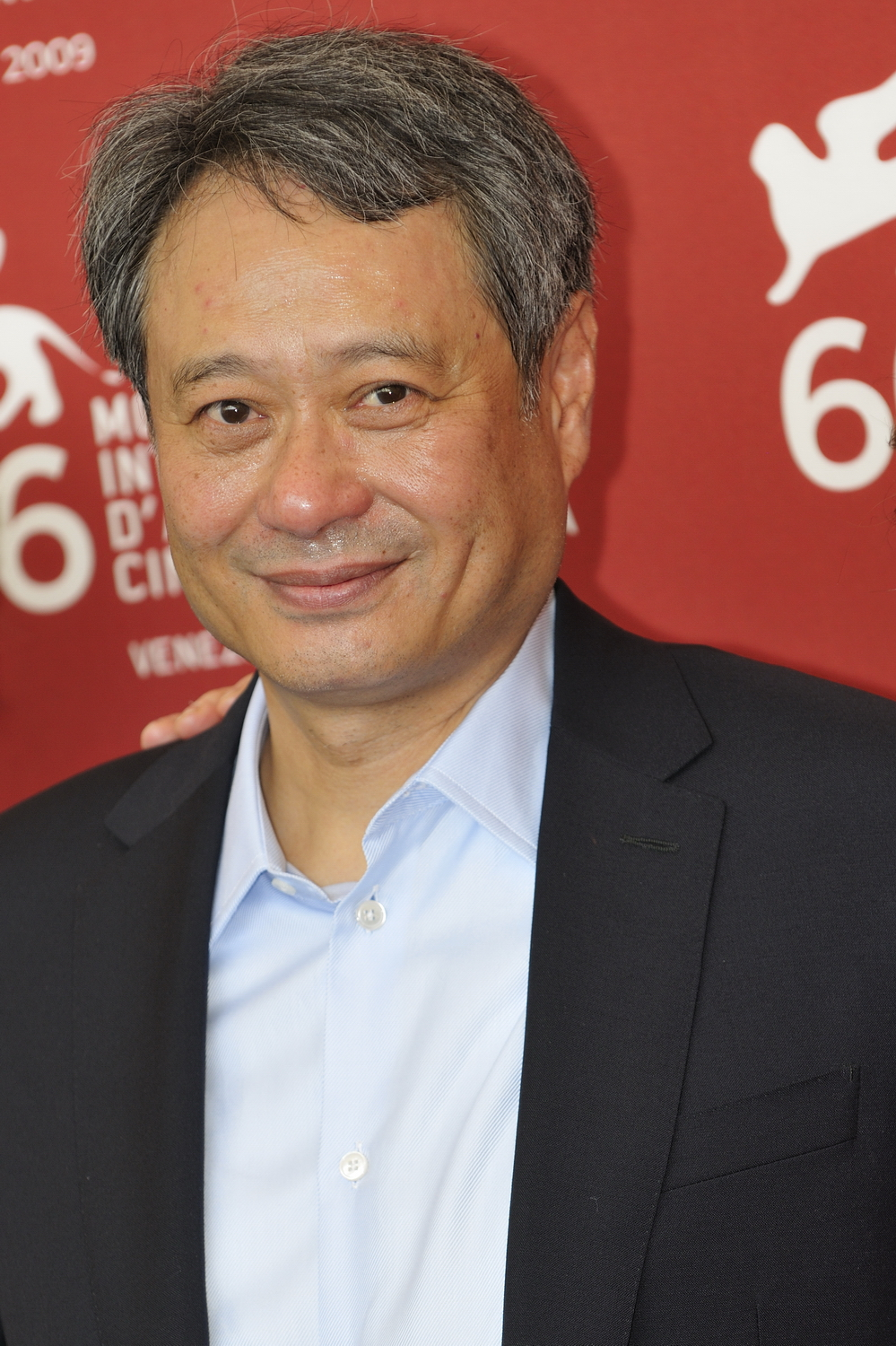
Ang Lee, Đạo diễn xuất sắc nhất

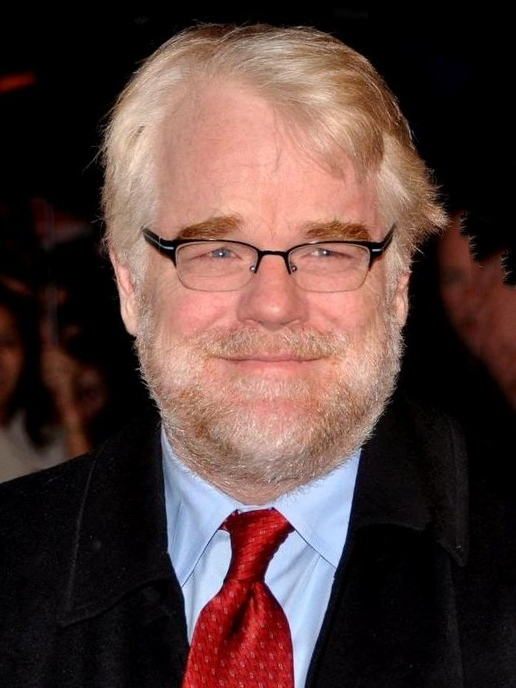
Philip Seymour Hoffman, Nam diễn viên chính xuất sắc nhất

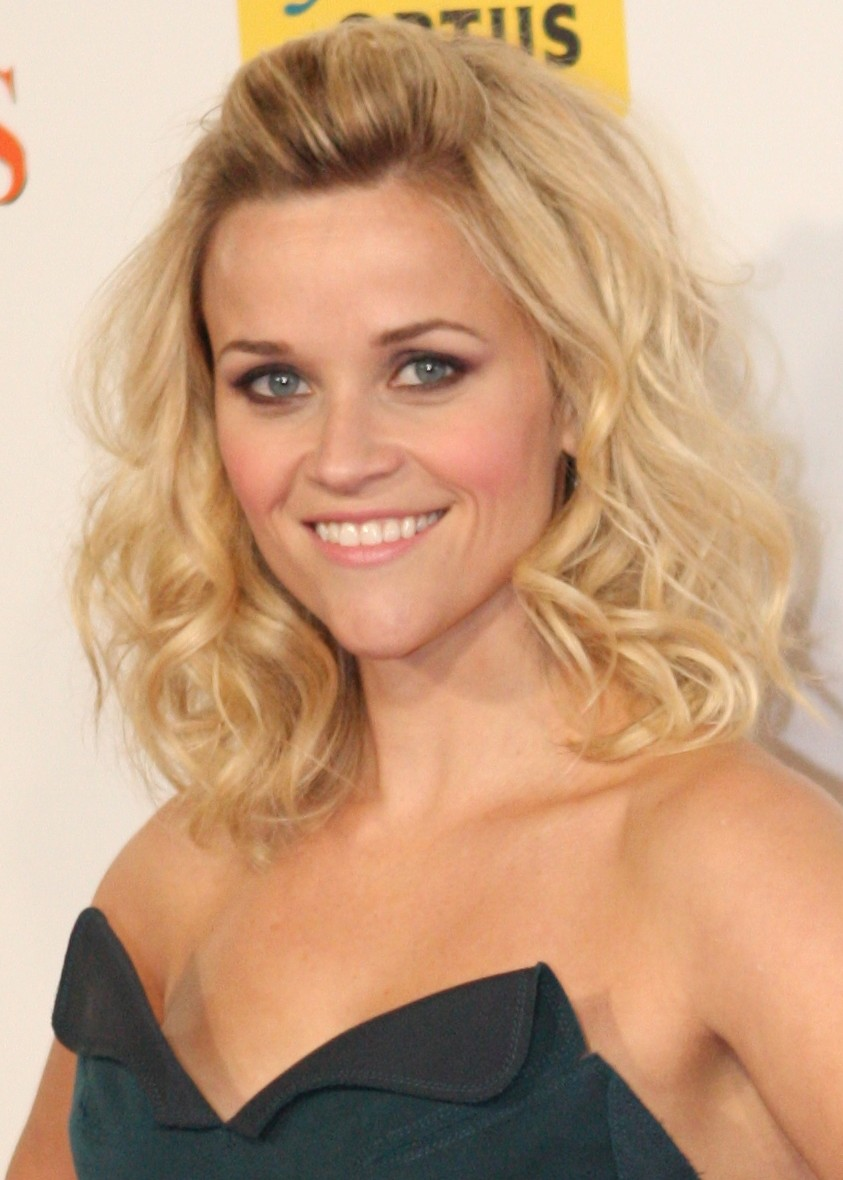
Reese Witherspoon, Nữ diễn viên xuất sắc nhất

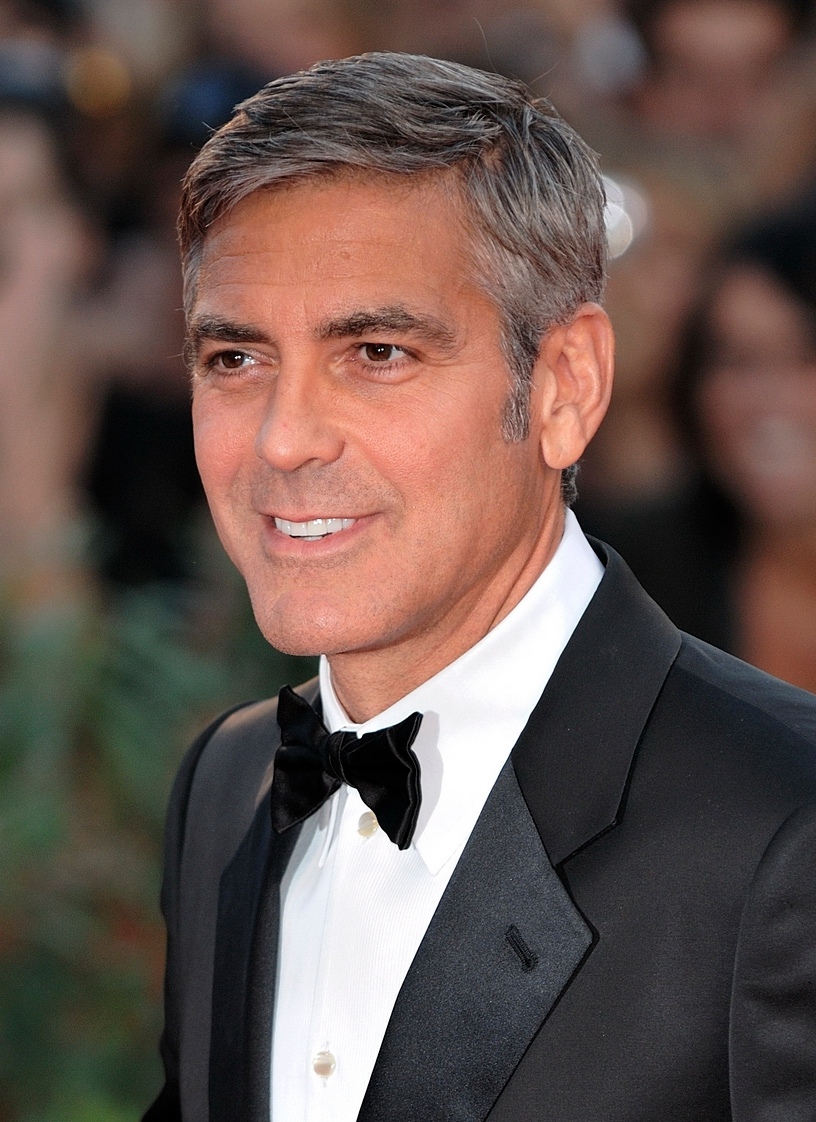
George Clooney, Nam diễn viên phụ xuất sắc nhất

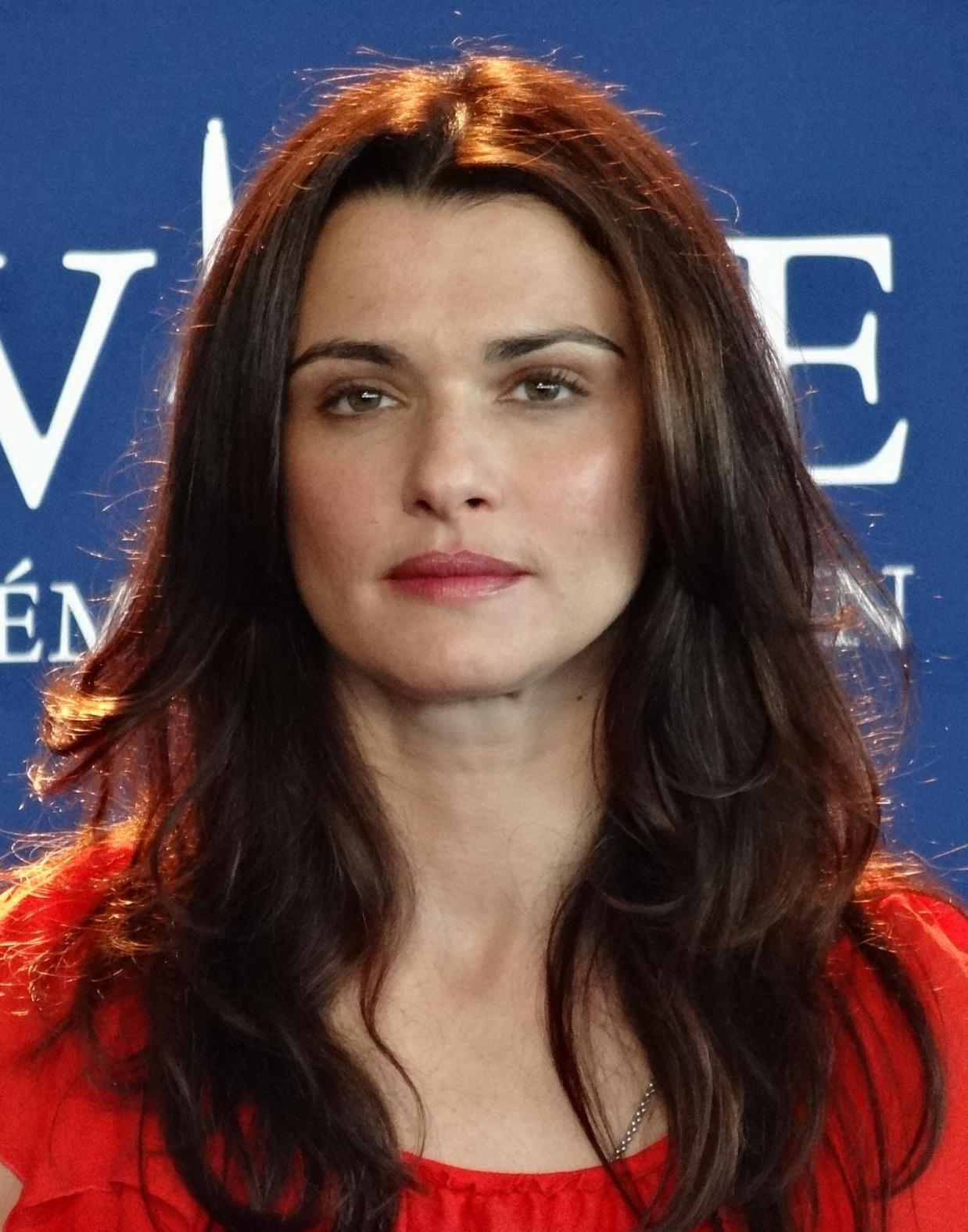
Rachel Weisz, Nữ diễn viên phụ xuất sắc nhất

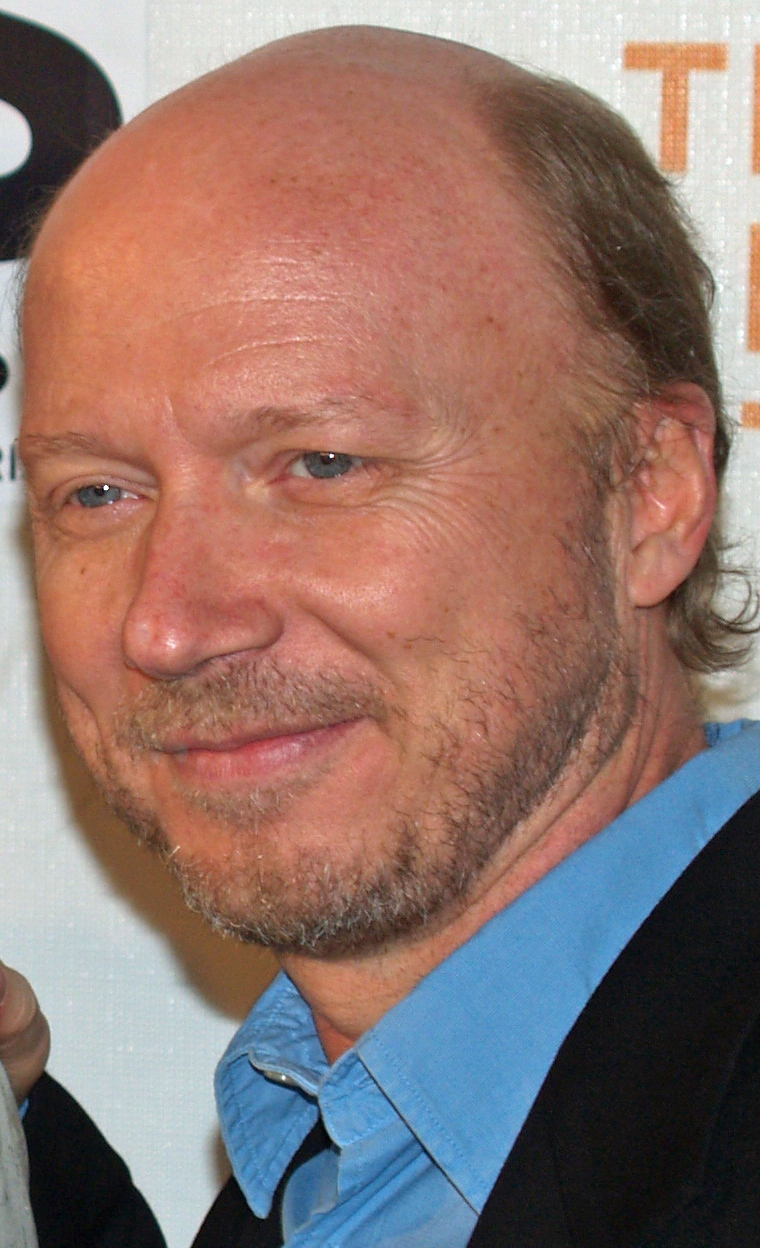
Paul Haggis, Kịch bản gốc xuất sắc nhất

Những đề cử được công bố vào ngày 31 tháng 1 năm 2006 bởi chủ tịch viện hàn lâm Sid Ganis và nữ diễn viên Mira Sorvino. Brokeback Mountain của đạo diễn Lý An nhận được nhiều đề cử nhất với 8 đề cử. Crash, Hồi ức của một geisha và Good Night, and Good Luck. theo sau với mỗi phim 6 đề cử. Nam tài tử George Clooney giành được 3 đề cử cho 2 bộ phim. Paul Haggis giành được 2 giải thưởng tại lễ trao giải với vai trò sản xuất và biên kịch cho phim Crash.
Crash, bộ phim dành giải thưởng quan trọng nhất của Oscar và cũng gây nên sự thất vọng lớn nhất trong lịch sử của giải thưởng này. Đó là phim đầu tiên dành giải phim hay nhất kể từ khi Rocky giành giải này 29 năm trước mà chỉ chiến thắng 3 giải, và cũng là bộ phim đầu tiên dành giải phim hay nhất kể từ phim Chariots of Fire (giành giải năm 1982) mà không chiến thắng giải đạo diễn xuất sắc nhất hay bất cứ giải thưởng nào cho diễn viên. Và lần đầu tiên sau 49 năm, 6 giải quan trọng nhất bao gồm giải phim hay nhất, đạo diễn xuất sắc nhất và các giải xuất sắc của diễn viên thuộc về 6 phim khác nhau. Điều này cũng tương tự xảy ra tại Giải Oscar lần thứ 85. Lần đầu tiên sau 58 năm, không có phim nào giành được nhiều hơn 3 giải thưởng. King Kong và Hồi ức của một geisha là hai phim giành được 3 giải thưởng mà không có đề cử cho giải phim hay nhất.
Lý An là đạo diễn châu Á đầu tiên được vinh danh với giải thưởng đạo diễn xuất sắc nhất. Lần đầu tiên sau 44 năm, mỗi diễn viên dành giải thưởng diễn xuất đều nhận giải cho lần đề cử đầu tiên. Lần đầu tiên các diễn viên nhận giải diễn xuất cho vai chính (Philip Seymour Hoffman và Reese Witherspoon) dành cả năm giải tương tự nhau tại 5 giải thưởng lớn nhất (Oscar, Quả cầu vàng, BAFTA, SAG và Critic's Choice Award). Nhà soạn nhạc nổi tiếng John Williams nhận đề cử thứ 45 khiến ông trở thành người thứ 2 nhận được nhiều đề cử Oscar nhất cùng với Alfred Newman và chỉ sau Walt Disney với 59 đề cử.
Phim và tên người chiến thắng ở đầu tiên trong danh sách và được in đậm.
| Phim hay nhất | Đạo diễn xuất sắc nhất |
| --- | --- |
| - Crash – Paul Haggis, Cathy Schulman - Brokeback Mountain – James Schamus, Diana Ossana - Capote – William Vince, Michael Ohoven - Good Night, and Good Luck. – Grant Heslov - Munich – Steven Spielberg, Kathleen Kennedy, Barry Mendel                                                                 | - Ang Lee – Brokeback Mountain - George Clooney – Good Night, and Good Luck. - Paul Haggis – Crash - Bennett Miller – Capote - Steven Spielberg – Munich |
| Nam diễn viên chính xuất sắc nhất | Nữ diễn viên chính xuất sắc nhất |
| - Philip Seymour Hoffman – Capote trong vai Truman Capote - Terrence Howard – Hustle & Flow trong vai DJay - Heath Ledger – Brokeback Mountain trong vai Ennis Del Mar - Joaquin Phoenix – Walk the Line trong vai Johnny Cash - David Strathairn – Good Night, and Good Luck. trong vai Edward R. Murrow | - Reese Witherspoon – Walk the Line trong vai June Carter Cash - Judi Dench – Mrs Henderson Presents trong vai Laura Henderson - Felicity Huffman – Transamerica trong vai Sabrina Osbourne - Keira Knightley – Pride & Prejudice trong vai Elizabeth Bennet - Charlize Theron – North Country trong vai Josey Aimes |
| Nam diễn viên phụ xuất sắc nhất | Nữ diễn viên phụ xuất sắc nhất |
| - George Clooney – Syriana trong vai Bob Barnes - Matt Dillon – Crash trong vai sĩ quan John Ryan - Paul Giamatti – Cinderella Man trong vai Joe Gould - Jake Gyllenhaal – Brokeback Mountain trong vai Jack Twist - William Hurt – A History of Violence trong vai Richie Cusack                         | - Rachel Weisz – The Constant Gardener trong vai Tessa Quayle - Amy Adams – Junebug trong vai Ashley Johnsten - Catherine Keener – Capote trong vai Nelle Harper Lee - Frances McDormand – North Country trong vai Glory Dodge - Michelle Williams – Brokeback Mountain trong vai Alma Beers |
| Kịch bản gốc xuất sắc nhất | Kịch bản chuyển thể xuất sắc nhất |
| - Crash – Paul Haggis và Robert Moresco - Good Night, and Good Luck. – George Clooney và Grant Heslov - Match Point – Woody Allen - The Squid and the Whale – Noah Baumbach - Syriana – Stephen Gaghan | - Brokeback Mountain – Larry McMurtry và Diana Ossana - Capote – Dan Futterman - The Constant Gardener – Jeffrey Caine - A History of Violence – Josh Olson - Munich – Tony Kushner và Eric Roth |
| Phim hoạt hình hay nhất | Phim ngoại ngữ hay nhất |
| - Wallace & Gromit: The Curse of the Were-Rabbit - Nick Park, Steve Box - Lâu đài bay của pháp sư Howl - Miyazaki Hayao - Corpse Bride - Mike Johnson, Tim Burton | - Tsotsi bằng tiếng Anh, Afrikaans, tiếng Zulu, tiếng Xhosa - Don't Tell bằng tiếng Anh, tiếng Ý - Joyeux Noël bằng tiếng Anh, tiếng Pháp, tiếng Đức - Paradise Now bằng tiếng Anh, tiếng Ả rập - Sophie Scholl - The Final Days bằng tiếng Đức |
| Phim tài liệu xuất sắc nhất | Phim tài liệu ngắn xuất sắc nhất |
| - March of the Penguins – Luc Jacquet và Yves Darondeau - Darwin's Nightmare – Hubert Sauper - Enron: The Smartest Guys in the Room – Alex Gibney và Jason Kliot - Murderball – Henry-Alex Rubin và Dana Adam Shapiro - Street Fight – Marshall Curry                                                     | - A Note of Triumph: The Golden Age of Norman Corwin – Corinne Marrinan và Eric Simonson - The Death of Kevin Carter: Casualty of the Bang Bang Club – Dan Krauss - God Sleeps in Rwanda – Kimberlee Acquaro và Stacy Sherman - The Mushroom Club – Steven Okazaki |
| Phim ngắn hay nhất | Phim hoạt hình ngắn hay nhất |
| - Six Shooter – Martin McDonagh - Ausreißer (The Runaway) – Ulrike Grote - Cashback – Sean Ellis và Lene Bausager - The Last Farm – Rúnar Rúnarsson và Thor S. Sigurjónsson - Our Time is Up - Rob Pearlstein và Pia Clemente                                                                             | - The Moon and the Son: An Imagined Conversation – John Canemaker vàPeggy Stern - Badgered – Sharon Colman - The Mysterious Geographic Explorations of Jasper Morello – Anthony Lucas - 9 – Shane Acker - One Man Band – Andrew Jimenez và Mark Andrews |
| Nhạc phim hay nhất | Bài hát trong phim hay nhất |
| - Brokeback Mountain – Gustavo Santaolalla - The Constant Gardener – Alberto Iglesias - Hồi ức của một geisha – John Williams - Munich – John Williams - Pride & Prejudice – Dario Marianelli | - "It's Hard Out Here for a Pimp" - Hustle & Flow – nhạc và lời bởi Jordan Houston, Cedric Coleman và Paul Beauregard - "In the Deep" - Crash – nhạc bởi Kathleen York và Michael Becker; lời bởi Kathleen York - "Travelin' Thru" - Transamerica – nhạc và lời bởi Dolly Parton |
| Biên tập âm thanh xuất sắc nhất | Âm thanh xuất sắc nhất |
| - King Kong – Mike Hopkins và Ethan Van der Ryn - Hồi ức của một geisha – Wylie Stateman - War of the Worlds – Richard King | - King Kong – Christopher Boyes, Michael Semanick, Michael Hedges và Hammond Peek - The Chronicles of Narnia: The Lion, the Witch and the Wardrobe – Terry Porter, Dean A. Zupancic và Tony Johnson - Hồi ức của một geisha – Kevin O'Connell, Greg P. Russell, Rick Kline và John Pritchett - Walk the Line – Paul Massey, Doug Hemphill và Peter Kurland - War of the Worlds – Andy Nelson, Anna Behlmer và Ron Judkins |
| Chỉ đạo nghệ thuật xuất sắc nhất | Quay phim xuất sắc nhất |
| - Hồi ức của một geisha – John Myhre; Gretchen Rau - Good Night, and Good Luck. – Jim Bissell; Jan Pascale - Harry Potter và chiếc cốc lửa – Stuart Craig; Stephenie McMillan - King Kong – Grant Major; Dan Hennah và Simon Bright - Pride & Prejudice – Sarah Greenwood; Katie Spencer                  | - Hồi ức của một geisha – Dion Beebe - Batman Begins – Wally Pfister - Brokeback Mountain – Rodrigo Prieto - Good Night, and Good Luck. – Robert Elswit - The New World – Emmanuel Lubezki |
| Hóa trang xuất sắc nhất | Thiết kế trang phục xuất sắc nhất |
| - The Chronicles of Narnia: The Lion, the Witch and the Wardrobe – Howard Berger và Tami Lane - Cinderella Man – David Leroy Anderson và Lance Anderson - Chiến tranh giữa các vì sao (phần III): Sự báo thù của người Sith – Dave Elsey và Nikki Gooley                                                  | - Hồi ức của một geisha – Colleen Atwood - Charlie and the Chocolate Factory – Gabriella Pescucci - Mrs. Henderson Presents – Sandy Powell - Pride & Prejudice – Jacqueline Durran - Walk the Line – Arianne Phillips |
| Biên tập xuất sắc nhất | Hiệu ứng xuất sắc nhất |
| - Crash – Hughes Winborne - Cinderella Man – Mike Hill và Daniel P. Hanley - The Constant Gardener – Claire Simpson - Munich – Michael Kahn - Walk the Line – Michael McCusker | - King Kong – Joe Letteri, Brian Van't Hul, Christian Rivers và Richard Taylor - The Chronicles of Narnia: The Lion, the Witch and the Wardrobe – Dean Wright, Bill Westenhofer, Jim Berney và Scott Farrar - War of the Worlds – Dennis Muren, Pablo Helman, Randal M. Dutra và Daniel Sudick |

## Giải thưởng đặc biệt
Giải Oscar danh dự
- Robert Altman

## Phim nhiều đề cử và giải thưởng
| Nominations | Film                                                           |
| ----------- | -------------------------------------------------------------- |
| 8           | Brokeback Mountain                                             |
| 6           | Crash                                                          |
| 6           | Good Night, and Good Luck.                                     |
| 6           | Hồi ức của một geisha                                          |
| 5           | Capote                                                         |
| 5           | Munich                                                         |
| 5           | Walk the Line                                                  |
| 4           | King Kong                                                      |
| 4           | Pride & Prejudice                                              |
| 4           | The Constant Gardener                                          |
| 3           | Cinderella Man                                                 |
| 3           | The Chronicles of Narnia: The Lion, the Witch and the Wardrobe |
| 3           | War of the Worlds                                              |
| 2           | A History of Violence                                          |
| 2           | Hustle & Flow                                                  |
| 2           | Mrs Henderson Presents                                         |
| 2           | North Country                                                  |
| 2           | Syriana                                                        |
| 2           | Transamerica                                                   |

| Awards | Film                  |
| ------ | --------------------- |
| 3      | Brokeback Mountain    |
| 3      | Crash                 |
| 3      | King Kong             |
| 3      | Hồi ức của một geisha |